# Bad Heilbrunn
Bad Heilbrunn est un village de Bavière (Allemagne), située dans l'arrondissement de Bad Tölz-Wolfratshausen, dans le district de Haute-Bavière.
Le village a signé avec la ville de Lesneven (Bretagne) une charte les liant grâce à un jumelage. Lesneven devint ainsi la première ville jumelée avec Bad Heilbrunn.